# Катажина Пузинська
Катажина Пузинська (нар. 1985) — польська письменниця. Автор серії детективів про вигадане село Ліпово, розташоване поблизу Бродниці. За освітою — психолог. Перш ніж почати писати, вона працювала викладачем на кафедрі психології. На початку 2021 року громада Збічно разом з організаторами щорічних мітингів шанувальників роману розпочала реалізацію проєкту, спрямованого на створення інформаційного маршруту «Липово. Слідами роману», який загалом складається з 20 дощок, розміщених у місцях, описаних у книгах. Їх графічний дизайн було замовлено Офісом пана Марсіна Монета.

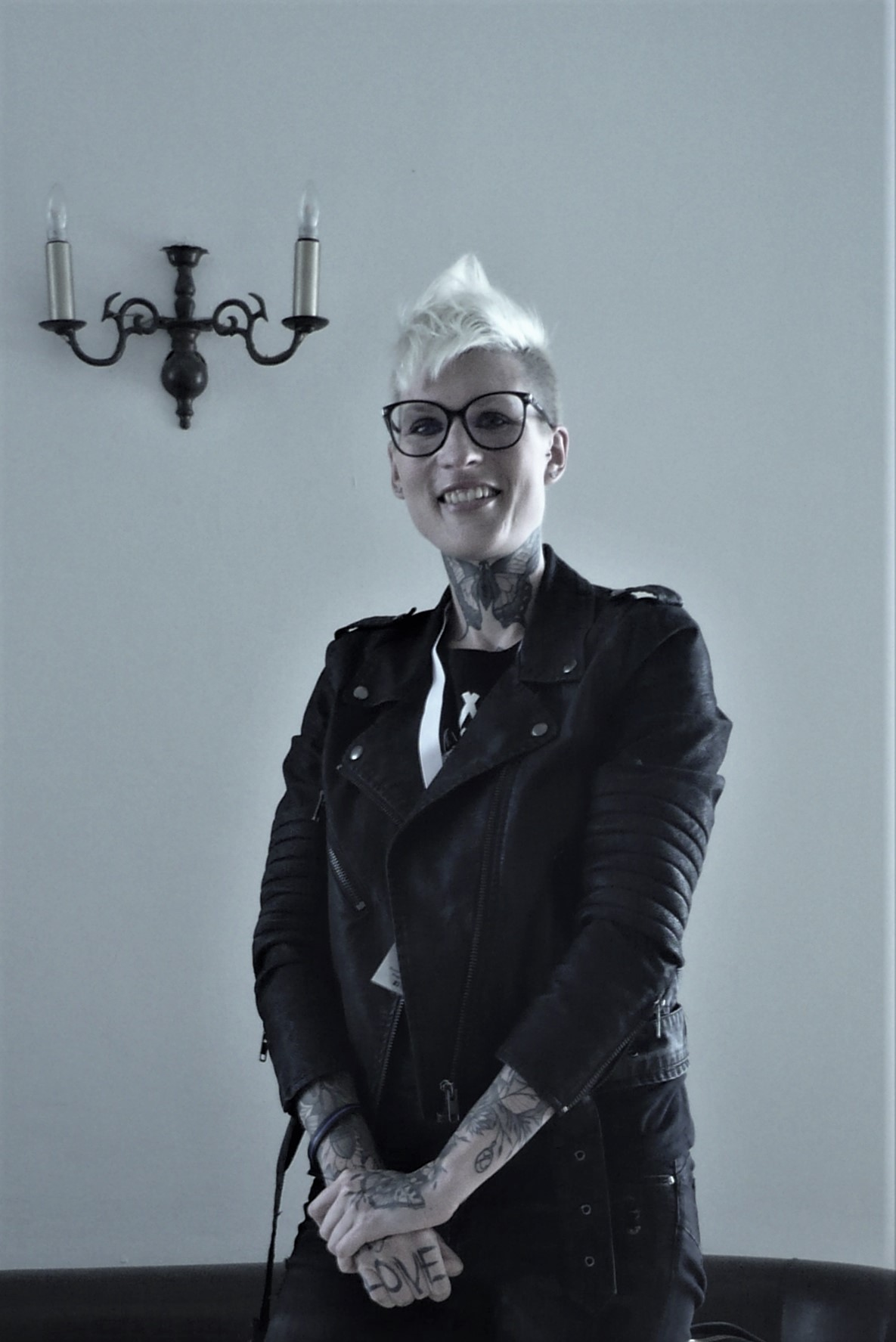
К. Пузинська, 5-й фестиваль «Гора літератури», замок Ксёнж, 2019 р.
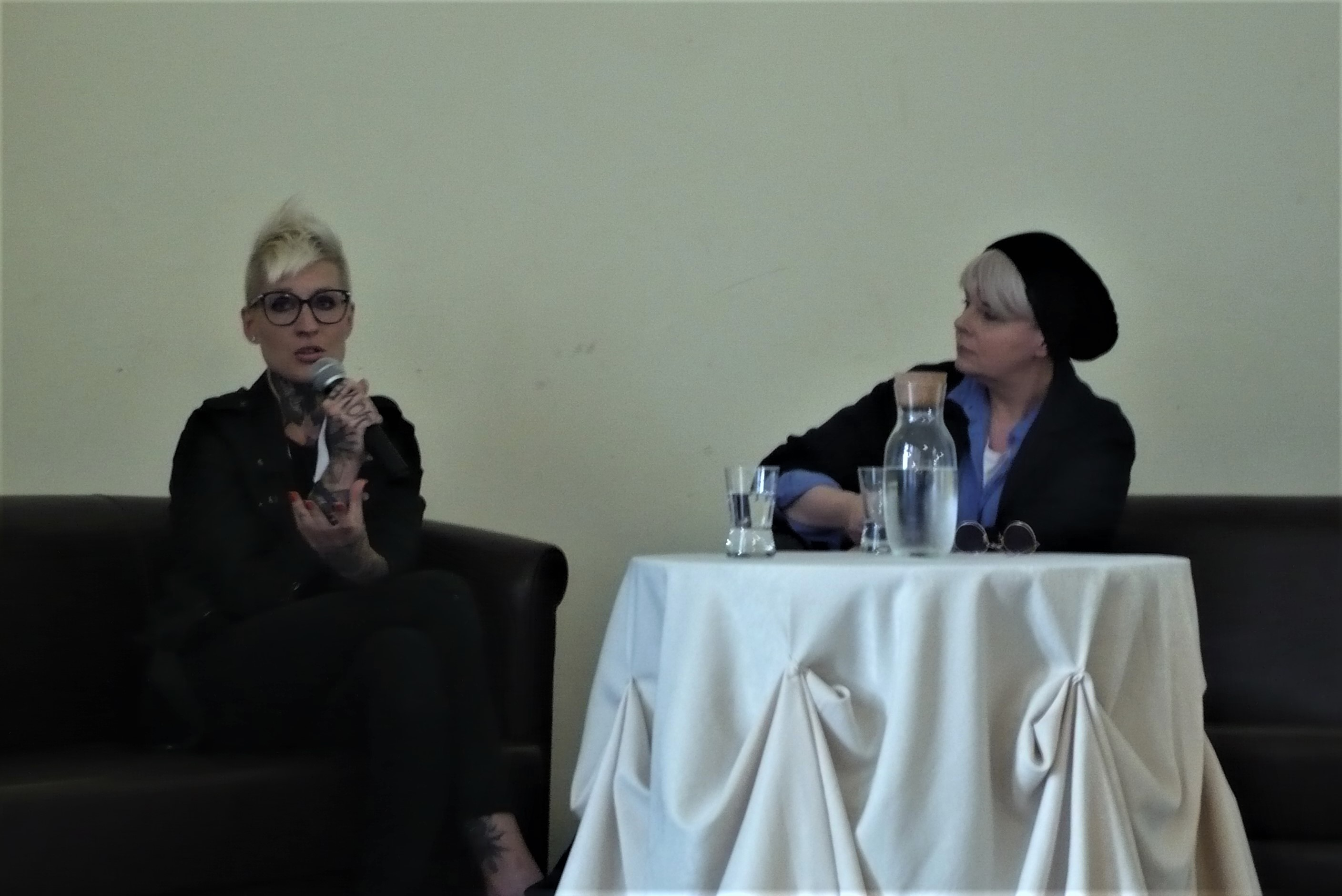
К. Пузинська, 5-й фестиваль «Гора літератури», замок Ксёнж, 2019 р.
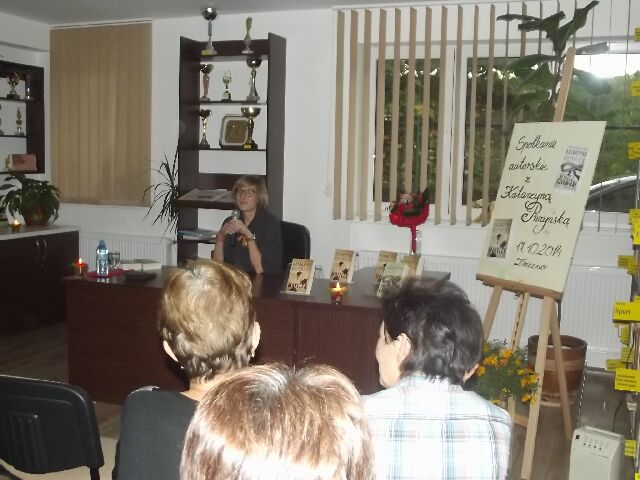
К. Пузинська, авторська зустріч, Zbiczno, 2014

## Твори

### Кримінальна сага про Липово
1. Метелик (6 лютого 2014) вид. Prószyński і S-ka ,ISBN 9788378396956[6]
2. Більше червоного (04.09.2014) вид. Prószyński і S-ka,ISBN 9788379610273[7]
3. Тридцять перше (24.02.2015) вид. Prószyński і S-ka,ISBN 9788379611614[8]
4. За одним винятком (16.06.2015) ред. Prószyński і S-ka,ISBN 9788380690165[9]
5. Утоплена (03.11.2015) вид. Prószyński і S-ka,ISBN 9788380691643[10]
6. Ласкун (07.06.2016) вид. Prószyński і S-ka,ISBN 9788380693579[11]
7. Четвертий дім (8 листопада 2016) ред. Prószyński і S-ka,ISBN 978-83-8097-014-4[12]
8. Чорний Нарцис (13.06.2017) вид. Prószyński і S-ka,ISBN 9788380971646[13]
9. Нора (17.04.2018) вид. Prószyński і S-ka,ISBN 9788381232265[14]
10. Родганиця (29 січня 2019) ред. Prószyński і S-ka,ISBN 9788381690072[15]
11. Покшик (15 жовтня 2019) ред. Prószyński і S-ka,ISBN 9788381691604[16]
12. Срежуг (24 листопада 2020) вид. Prószyński і S-ka,ISBN 9788381693660[17]
13. Мертвий (13.07.2021) ред. Prószyński і S-ka,ISBN 9788382341850[18]
14. Прохання (14.06.2022) вид. Prószyński і S-ka,ISBN 9788382950748[19]

1. Бажання (09.11.2021) вид. Prószyński і S-ka,ISBN 978-83-8234-318-2[20]
2. Сапєрж (8 листопада 2022) вид. Prószyński і S-ka,ISBN 978-83-8295-216-2[21]

### Поліцейські
- Поліцейські. Вулиця (19.06.2018) ред. Prószyński і S-ka,ISBN 9788381232722[22]
- Поліцейські. Без уніформи (2 квітня 2019) ред. Prószyński і S-ka,ISBN 9788381690461[23]
- Поліцейські. В бою (24.03.2020) ред. Prószyński і S-ka,ISBN 9788381692526[24]

### Оповідання в збірках
- Смертельна Куля — Всюди кров (09 травня 2018) ред. Варшавський укіс,ISBN 9788363842765[25]
- Я розповім вам про злочин (17 вересня 2019) ред. Медіа компанія,ISBN 9788395430503[26]
- Я розповім вам про злочин. Том 2 (18.09.2019) ред. Медіа компанія,ISBN 9788395430510[27]

## Екранізації
У липні 2022 року розпочалися зйомки екранізації книжок із серії «Липово». За мотивами книги «Метилек» студія «Аксон» створить серіал для платформи Player.pl.